# Поправка Лабушера
Поправка Лабушера (англ. Labouchere Amendment) — распространённое название раздела 11 английского Акта 1885 года о поправках к уголовному законодательству, который расширял возможности судов по привлечению к ответственности гомосексуалов. Названа по имени предложившего её Генри Лабушера. Поправка была отменена после принятия Акта о половых преступлениях 1967 года, который частично декриминализовал гомосексуальность.

## История
Впервые содомия была криминализирована в Англии в 1533 году «Актом о содомии», где каралась смертью. Данный закон был заменён Актом о преступлениях против личности 1828 года, в котором содомия также каралась смертью (статья 25), а позднее — новым Актом о преступлениях против личности 1861 года, в котором смертная казнь за содомию была заменена на пожизненное тюремное заключение (статья 61).
В 1885 году был принят Акт о поправках к уголовному законодательству (1885), содержащий «Поправку Лабушера», согласно которой мужчины, обвинённые в «грубой непристойности» (англ. gross indecency), могли быть приговорены к тюремному заключению или каторжным работам на срок до двух лет. Само определение «грубой непристойности» в законе не давалось. Однако на практике под ней понималась всевозможная гомосексуальная активность в случаях, когда анальные сношения не могли быть доказаны. При этом наказание за содомию сохранилось и существовало параллельно.

Любая особа мужского пола, которая, на публике или приватно, совершает, или договорилась совершить, или обеспечивает или пытается обеспечить совершение с какой-либо особой мужского пола любого акта грубой непристойности, будет виновна в преступлении, и, будучи осуждена за него, должна быть подвергнута по усмотрению суда тюремному заключению на срок, не превышающий два года, с назначением или без исправительных работ.
Оригинальный текст (англ.)Any male person who, in public or private, commits, or is a party to the commission of, or procures, or attempts to procure the commission by any male person of, any act of gross indecency with an other male person, shall be guilty of a misdemeanour, and being convicted thereof, shall be liable at the discretion of the Court to be imprisoned for any term not exceeding two years, with or without hard labour.
— Criminal Law Amendment Act 1885
Наиболее известными осуждёнными по данной поправке были Оскар Уайльд, приговорённый к двум годам каторжных работ, и Алан Тьюринг, подвергнутый по приговору суда химической кастрации. 10 сентября 2009 года Премьер-министр Великобритании Гордон Браун публично принёс извинения за преследования, которым был подвергнут Алан Тьюринг «и многие тысячи других мужчин-геев, осуждённых по гомофобным законам».